# Episodi di Medium (quinta stagione)
La quinta stagione della serie televisiva Medium è andata in onda dal 2 febbraio 2009 al 1º giugno 2009 sul network americano NBC. In Italia la prima stagione è stata trasmessa in prima visione, dall'11 febbraio 2010 al 15 aprile 2010, su Rai 3.
| nº | Titolo originale                              | Titolo italiano                       | Prima TV USA     | Prima TV Italia  |
| -- | --------------------------------------------- | ------------------------------------- | ---------------- | ---------------- |
| 1  | Soul Survivor                                 | Anima superstite                      | 2 febbraio 2009  | 11 febbraio 2010 |
| 2  | Things to Do in Phoenix When You're Dead      | Il morto vivente                      | 9 febbraio 2009  | 11 febbraio 2010 |
| 3  | A Person of Interest                          | Una persona interessante              | 16 febbraio 2009 | 18 febbraio 2010 |
| 4  | ...About Last Night                           | A proposito dell'altra sera           | 23 febbraio 2009 | 25 febbraio 2010 |
| 5  | A Taste of Her Own Medicine                   | Un assaggio della sua stessa medicina | 2 marzo 2009     | 25 febbraio 2010 |
| 6  | Apocalypse...Now?                             | Arriva l'Apocalisse?                  | 9 marzo 2009     | 4 marzo 2010     |
| 7  | A Necessary Evil                              | Un male necessario                    | 23 marzo 2009    | 4 marzo 2010     |
| 8  | Truth Be Told                                 | La verità va detta                    | 30 marzo 2009    | 11 marzo 2010    |
| 9  | All In the Family                             | Complotto di famiglia                 | 6 aprile 2009    | 11 marzo 2010    |
| 10 | Then... and Again                             | Ora come allora                       | 13 aprile 2009   | 18 marzo 2010    |
| 11 | The Devil Inside, Part One                    | Il diavolo in corpo-I                 | 20 aprile 2009   | 18 marzo 2010    |
| 12 | The Devil Inside, Part Two                    | Il diavolo in corpo-II                | 27 aprile 2009   | 25 marzo 2010    |
| 13 | How to Make a Killing in Big Business: Part 1 | Vittime che non possono vedere-I      | 4 maggio 2009    | 25 marzo 2010    |
| 14 | How to Make a Killing in Big Business: Part 2 | Vittime che non possono vedere-II     | 4 maggio 2009    | 1º aprile 2010   |
| 15 | How to Make a Killing in Big Business: Part 3 | Vittime che non possono vedere-III    | 11 maggio 2009   | 1º aprile 2010   |
| 16 | The Man in the Mirror                         | Scambio di identità                   | 11 maggio 2009   | 8 aprile 2010    |
| 17 | The First Bite Is the Deepest                 | Il primo morso non si dimentica       | 18 maggio 2009   | 8 aprile 2010    |
| 18 | The Talented Ms. Boddicker                    | Il talento di Miss Boddicker          | 25 maggio 2009   | 15 aprile 2010   |
| 19 | Bring Me the Head of Oswaldo Castillo         | Un lungo sonno                        | 1º giugno 2009   | 15 aprile 2010   |

## Anima superstite
- Titolo originale: Soul Survivor
- Diretto da: Aaron Lipstadt
- Scritto da: Craig Sweeny e Robert Doherty

### Trama
Allison cerca di aiutare Devalos a trovare l'assassino della sorella del suo amico, tuttavia, le sue visioni puntano verso il marito dell'amico, morto in un incidente d'auto due anni fa.

## Il morto vivente
- Titolo originale: Things to Do in Phoenix When You're Dead
- Diretto da: Aaron Lipstadt
- Scritto da: Diane Ademu-John

### Trama
Allison sogna un omicidio e un ricatto, in cui l'unico testimone è un fantasma. Inseguendo il fantasma per cercare il suo aiuto, scopre che è ancora vivo. Nel frattempo, Ariel ha una strana reazione quando le assegnano un incarico in ospedale.

## Una persona interessante
- Titolo originale: A Person of Interest
- Diretto da: Patricia Arquette
- Scritto da: Robert Doherty e Craig Sweeny

### Trama
Allison inizia ad assumere atteggiamenti compulsivi, dopo aver sognato l'omicidio di un giudice avvenuto anni prima.

## A proposito dell'altra sera
- Titolo originale: ...About Last Night
- Diretto da: Aaron Lipstadt
- Scritto da: Ken Schefler

### Trama
Allison si sveglia sotto un cavalcavia dell'autostrada, stringendo un'agenda misteriosa in una mano e senza alcun ricordo delle ultime sei ore.

## Un assaggio della sua stessa medicina
- Titolo originale: A Taste of Her Own Medicine
- Diretto da: Ronald L. Schwary
- Scritto da: Moira Kirland

### Trama
Allison tenta di aiutare a trovare la figlia degli amici di Devalos, che sembrava aver semplicemente lasciato la città. Nel frattempo, Joe scopre di soffrire di insonnia, mentre la relazione tra Scanlon e Lynn prende una svolta inaspettata.

## Arriva l'Apocalisse?
- Titolo originale: Apocalypse... Now?
- Diretto da: Larry Teng
- Scritto da: Michael Narducci

### Trama
Mentre la polizia indaga sull'omicidio di una famiglia in seguito a una scossa di terremoto, Allison scopre che la figlia minore delle vittime è stata rapita e imprigionata in un bunker dall'assassino, che le fa credere di essere l'unica sopravvissuta ad un'apocalisse nucleare abusando così di lei come aveva già fatto in passato con un'altra ragazza che aveva poi ucciso.

## Un male necessario
- Titolo originale: A Necessary Evil
- Diretto da: Vincent Misiano
- Scritto da: Matt Witten

### Trama
Allison riceve la visita del fantasma dell'agente Cooper che intende darle una mano con un caso abbastanza confuso. Durante le indagini tuttavia, Allison comincia a interrogarsi sui motivi di Cooper e non riesce a decidere se seguire i suoi suggerimenti. Quando l'agente Cooper decide che Allison è più un problema che una risorsa, si rivolta contro di lei.

## La verità va detta
- Titolo originale: Truth Be Told
- Diretto da: Ernest Dickerson
- Scritto da: Travis Donnelly e Corey Reed

### Trama
Allison sogna di un programma televisivo dove si scoprono le bugie e al suo risveglio sente un ronzio nella sua testa ogni volta che qualcuno sta mentendo. Grazie al suo nuovo talento, scopre che una coppia ha ucciso i propri amici; l'unico problema è che non ci sono prove a sostegno della sua affermazione.

## Complotto di famiglia
- Titolo originale: All in the Family
- Diretto da: Peter Werner
- Scritto da: Diane Ademu-John e Gary Tieche

### Trama
Una donna scompare ed Allison è convinta che sia rimasta vittima dei suoi stessi figli, dei bambini molto strani. Nel frattempo la sorella di Joe, Sarah, arriva inaspettatamente in città.

## Ora come allora
- Titolo originale: Then... and Again
- Diretto da: Larry Teng
- Scritto da: Travis Donnelly e Corey Reed

### Trama
Allison e Devalos vengono colpiti da uno sconosciuto con una pistola. Allison si risveglia nel 2004, cinque anni fa, quando non conosceva ancora Devalos ed era incinta di nove mesi. I suoi sogni dicono ad Allison che il Devalos dell'epoca sta per arrestare un uomo innocente con l'accusa di omicidio e tenta di convincere il suo futuro capo che sta commettendo un errore.

## Il diavolo in corpo-I
- Titolo originale: The Devil Inside, Part One
- Diretto da: Peter Werner
- Scritto da: Diane Ademu-John

### Trama
Un uomo di nome Lucas Harvey sta seguendo Allison, convinto che Dio gli abbia ordinato di ucciderla per via dei suoi poteri. Quando Harvey minaccia anche i familiari di Allison, questi sono costretti a chiudersi in casa.

## Il diavolo in corpo-II
- Titolo originale: The Devil Inside, Part Two
- Diretto da: Peter Werner
- Scritto da: Michael Narducci

### Trama
Allison continua a essere tormentata dal suo stalker, Lucas Harvey, al punto che i suoi sogni cominciano a esserne sconvolti, rendendo inutile la sua collaborazione con la polizia.

## Vittime che non possono vedere-I
- Titolo originale: How to Make a Killing in Big Business: Part 1
- Diretto da: Arlene Sanford e Robert Doherty
- Scritto da: Michael Narducci e Craig Sweeny

### Trama
Allison lascia il suo lavoro con l'ufficio del procuratore dopo l'offerta ricevuta dalla Lydercker Corporation, offerta proveniente da un'altra persona con poteri speciali che lavora alla corporation. Il nuovo lavoro è entusiasmante, ma Allison ha dei rimorsi per aver abbandonato il suo impiego precedente.

## Vittime che non possono vedere-II
- Titolo originale: How to Make a Killing in Big Business: Part 2
- Diretto da: Arlene Sanford e Robert Doherty
- Scritto da: Michael Narducci e Craig Sweeny

### Trama
Mentre sta lavorando per la Lydecker Corporation, Allison comunica informazioni a Devalos sul serial killer di Phoenix. Il suo nuovo capo viene a sapere della cosa e le ordina di cessare i contatti con i suoi ex colleghi e le ricorda che i suoi sogni ora appartengono a lui.

## Vittime che non possono vedere-III
- Titolo originale: How to Make a Killing in Big Business: Part 3
- Diretto da: Miguel Sandoval
- Scritto da: Davah Avena

### Trama
Allison è indecisa sul suo futuro e su cosa è meglio per lei, se restare al nuovo lavoro o tornare a collaborare con Devalos. Ma le continue visioni sul serial killer la costringono a prendere una decisione una volta per tutte.

## Scambio di Identità
- Titolo originale: The Man in the Mirror
- Diretto da: Aaron Lipstadt
- Scritto da: Travis Donnelly e Corey Reed

### Trama
Allison sviene sul luogo di un delitto e, senza sapere come, si risveglia nel corpo di Eddy Emmory, un uomo in coma, mentre il suo corpo cade in un sonno profondo. Intanto, si scopre che l'uomo trovato morto all'inizio dell'episodio è un investigatore ingaggiato da Eddy per spiare sua moglie. Eddy Emmory, ora nel corpo di Allison (che nel frattempo ha visto tutto attraverso i sogni sulla donna), si risveglia e aggredisce sua moglie che ha tentato di ucciderlo mentre Allison era nel suo corpo. A seguito di un colpo in testa, ognuno ritorna nel proprio corpo e la donna infedele viene arrestata.

## Il primo morso non si dimentica
- Titolo originale: The First Bite Is the Deepest
- Diretto da: Patricia Arquette
- Scritto da: Diane Ademu-John

### Trama
Allison sogna un vecchio caso di Cynthia Keener e le chiede aiuto. Allison deve anche aiutare un asso dell'industria immobiliare a trovare la moglie scomparsa, per poi scoprire che è stata rapita. La rapitrice è una ragazza, rapita a sua volta anni prima dall'uomo, riconosciuto da lei tramite la cicatrice di un morso sulla mano. Nel frattempo, Joe fatica a capire cosa fare di fronte a un'offerta di lavoro che lo costringerebbe a trasferirsi a San Diego.

## Il talento di Miss Boddicker
- Titolo originale: The Talented Ms. Boddicker
- Diretto da: Aaron Lipstadt
- Scritto da: Michael Narducci

### Trama
Allison sogna e incontra una strana cassiera, la signora Boddicker, che a quanto pare ha previsto una futura rapina in banca. In realtà, la cassiera sa della rapina in quanto sente i rapinatori parlare in un bar e approfitta della cosa per rubare dei soldi, mettendosi nei guai. Nel frattempo, il nuovo lavoro di Joe a San Diego crea tensione nella famiglia ed Allison deve imparare a far fronte alla sua assenza.

## Un lungo sonno
- Titolo originale: Bring Me the Head of Oswaldo Castillo
- Diretto da: Arlene Sanford
- Scritto da: Robert Doherty e Craig Sweeny

### Trama
Allison ha un sogno premonitore, in cui uno sconosciuto la conforta dopo che tutta la sua famiglia è stata uccisa: ciò la sconvolge molto al risveglio. In seguito, incontra lo sconosciuto nella vita reale, durante un'indagine su un caso, e l'uomo le dà l'impressione orribile che il suo sogno possa diventare presto realtà. Dopo molte emicranie e altri sintomi, ad Allison viene diagnosticato un tumore al cervello. La donna, però, rinvia il suo intervento per continuare a sognare ed ottenere ulteriori informazioni, che la portino ad arrestare il futuro assassino della sua famiglia prima che sia troppo tardi, scoprendo che l'uomo visto nel suo primo sogno è un agente corrotto, che dava informazioni ai criminali in modo da farli fuggire. La scoperta di Allison, però, ha un prezzo: ritardare l'intervento al cervello le costa un ictus che, nonostante un'operazione di successo, la lascia in coma e con serie probabilità di non riprendersi più.